# Karl Gädda
Karl Gädda, född på 1300-talet, död på 1400-talet, var en svensk häradshövding och riksråd.

## Biografi
Karl Gädda var son till Nils Gädda. Han nämns första gången 1405. Gädda blev mellan 1405–1416 häradshövding i Hölebo härad och var det fram till 8 december 1423. Han blev 29 maj 1423 häradshövding i Övre Törs härad och var det fram till 7 november 1433. Gädda var 1435 riksråd. och avled mellan 1435–1441.

### Egendom
Gädda ägde jord i Hölebo härad och Oppunda härad i Södermanland i Arboga i Västmanland, i Norra Vedbo härad i Småland.

### Familj
Gädda gifte sig i början av 1410-talet med en dotter till riddaren och häradshövdingen Karl Öra och Cecilia Staffansdotten (Stangenberg). De fick tillsammans barnen Ingrid Karlsdotter som var gift med Bengt Königsmark och Lage Dus, riddaren och häradshövdingen Nils Gädda, riksrådet och riddaren Erengisle Gädda (död 1475) och Staffan Gädda.